# لیشان
لیشان (به لاتین: Leshan) یک شهر مرکزی در جمهوری خلق چین است که در سیچوآن واقع شده‌است.

## خصوصیات
لیشان ۱۲٬۸۲۷٫۴۹ کیلومترمربع مساحت و ۳٬۲۳۵٬۷۵۹ نفر جمعیت دارد.